# Сладениевые
Сладениевые (лат. Sladeniaceae) — семейство цветковых растений порядка Верескоцветные (Ericales). Включает три вида в двух родах.

## Ботаническое описание
Представители семейства — деревья с супротивными простыми листьями без прилистников. Цветки собраны в цимозное соцветие.

## Ареал
Встречаются в тропической и субтропической зоне, представители рода Ficalhoa — в Восточной Африке, а Sladenia — в Таиланде, Бирме и Юньнане. 

## Таксономия и систематическое положение
Состав представителей семейства различен в разных системах. В некоторых из них к сладениевым относят единственный род Sladenia, другие относят этот род к семейству чайные, актинидиевые, диллениевые или Ternstroemiaceae. Наконец, третьи, помимо Sladenia, относят к сладениевым также Ficalhoa и иногда — Pentaphylax. Морфологические исследования зародыша Sladenia показали, что этот род имеет уникальные особенности и заслуживает выделения в отдельное семейство. Тем не менее, это растение изучено слабо, и первые филогенетические исследования вызвали весьма противоречивые указания на его таксономическое положение.
По информации базы данных The Plant List (2013), семейство включает 2 рода:
- Ficalhoa Hiern
- Sladenia Kurz